# Mala okrogla mišica
Mala okrogla mišica (latinsko musculus teres minor) je mišica rotatorne manšete. Izvira iz lateralnega roba lopatice ter se narašča na veliko grčo nadlahtnice.
Skupaj z podgrebenčnico skrbi za zunanjo rotacijo in primikanje v ramenskem sklepu.
Oživčuje jo aksilarni živec (C5).